# Alopécie universelle
 Mise en garde médicale
L'alopécie universelle (AU), également connue sous le nom d'alopécie areata universelle, est une affection médicale impliquant la perte de tous les poils du corps, y compris les sourcils, les cils, les poils de la poitrine, les poils des aisselles et les poils pubiens. Il s'agit de la forme la plus sévère d'alopécie areata (AA). Les personnes atteintes de cette maladie sont généralement en bonne santé et ne présentent aucun autre symptôme, et leur espérance de vie est normale.

## Dénominations
Plusieurs dénominations existent pour cette maladie. Son nom latin (utilisé notamment en anglais) est Alopecia universalis. Il peut aussi être francisé en « pelade universelle ». Parfois considérée comme une forme extrême de l'alopécie areata, on la formulera alors « alopécie areata universelle ». Tous ces termes sont synonymes. Les trois formes, par ordre de sévérité, sont Alopecia areata (perte d'une partie des cheveux, « pelade »), Alopecia totalis (perte de tous les cheveux) et Alopecia universalis (perte de tous les poils).

## Causes
L'alopécie universelle peut survenir à tout âge et est actuellement considérée comme une maladie auto-immune, dans laquelle le système immunitaire d'une personne attaque les follicules pileux. Des facteurs génétiques peuvent contribuer à l’AU. On note qu'environ 20 % des personnes touchées ont un membre de la famille atteint d’alopécie. Certaines formes sont progressives, tandis que d'autres peuvent être brutales (perte totale de la pilosité en quelques jours).

## Traitement
De nombreux traitements ont été explorés, notamment des agents immunomodulateurs tels que l’imiquimod. Le citrate de tofacitinib peut également présenter des avantages. En juin 2014, un homme de 25 ans, qui n'avait quasiment plus de poils, aurait vu pousser une chevelure complète, ainsi que des sourcils, des cils, des aisselles et d'autres poils, après huit mois de traitement. Cependant, il n’existe pas de thérapie unique consensuelle, dont l’efficacité a été systématiquement prouvée et dont les bénéfices seraient supérieurs aux coûts (le tofacitinib est très coûteux et a des effets secondaires ; toutefois les effets secondaire du traitement disparaissent avec l’arrêt de la thérapie).
L'immunothérapie de contact implique l'utilisation d'allergènes de contact, tels que la diphencyprone et l'ester dibutylique de l'acide squarique, pour induire une réponse immunitaire censée s'opposer à l'action des cellules responsables de la perte de cheveux,. Une revue qui a combiné et analysé les résultats de 45 études portant sur 2 227 patients a montré une repousse des cheveux chez 54,5 % et une repousse complète des cheveux chez 24,9 % des patients atteints d'alopécie totale (AT) et d'AU utilisant l'immunothérapie de contact. Cependant, malgré ses effets positifs dans le traitement de l'AU, il peut avoir des effets secondaires potentiellement graves, comme une dermatite sévère,.
Les corticostéroïdes topiques et intralésionnels, tels que le propionate de clobétasol, se sont également révélés être un traitement efficace pour les patients atteints d'AT et d'AU. Une étude portant sur 28 patients a montré une croissance de cheveux chez huit patients (28,5 %) qui utilisaient une pommade au propionate de clobétasol à 0,05 %. Ces résultats sont très similaires aux résultats obtenus lors des essais de traitement par immunothérapie. Des études suggèrent également que les applications intralésionnelles seraient plus efficaces que les applications topiques de stéroïdes, avec comme effet secondaire principal un risque accru d’atrophie cutanée à l'endroit du traitement ; la folliculite est également une complication occasionnelle.
Les inhibiteurs de Janus kinase (JAK), utilisés auparavant dans le traitement du cancer et d'autres maladies, telles que l'arthrite, se sont révélés efficaces dans les premiers essais de traitement des patients atteints d'alopécie,. Plusieurs cas traités ont montré des résultats positifs, l’un d’entre eux étant celui d’un homme de 22 ans ayant des antécédents d’AU et de dermatite atopique (DA). Cet homme a été traité avec un inhibiteur de JAK, le tofacitinib, et a constaté, après dix mois, une repousse des cheveux sur toutes les parties du corps affectées et une amélioration de sa DA,. Les recherches et les résultats actuels suggèrent que les inhibiteurs systémiques de JAK éliminent et préviennent le développement de l’AA, tandis que les inhibiteurs topiques de JAK favorisent la repousse des cheveux et inversent la maladie, De nombreux essais cliniques sont en cours impliquant des inhibiteurs de JAK tels que le ruxolitinib et le tofacitinib,.